# Щеглова, Татьяна Кирилловна
Татьяна Кирилловна Щеглова (род. 15 апреля 1958, с. Маяк, Чарышский район, Алтайский край, СССР) — советский и российский историк, этнограф, доктор исторических наук (2002), профессор (2008). С 1990 — заведующий Центром устной истории и этнографии лаборатории исторического краеведения АлтГПУ. С 2002 — заведующий кафедрой отечественной истории АлтГПУ, 2003—2012 — первый проректор по учебной работе.
Лауреат Ползуновской премии (1996), Демидовской премии (2002), премии Алтайского края в области науки и техники (2012). Почётный работник высшего профессионального образования (2008). Заслуженный работник высшей школы Российской Федерации (2018).

## Биография
Родилась в с. Маяк Чарышского района Алтайского края, училась в Маякской средней школе с 1 по 6 класс, в Чарышской средней школе — 7-й класс. После окончания школы № 42 г. Барнаула в 1975 году поступила на исторический факультет Барнаульского государственного педагогического института. В период обучения активно занималась научно-исследовательской работой под руководством известного краеведа, к.и.н., доцента А. Д. Сергеева. Получила в 1980 году квалификацию «учитель истории и английского языка». До ноября 1990 года работала в школах № 50 (1981 г.) и № 101 (1981—1990 гг.) города Барнаула. Одновременно с 1983 года являлась соискателем кафедры дореволюционной отечественной истории АлтГУ (научный руководитель д.и.н., профессор А.П. Бородавкин). В ноябре 1990 года защитила кандидатскую диссертацию «Ярмарки Алтая в XIX веке», в марте 2002 года — докторскую диссертацию «Ярмарки Западной Сибири и Степных областей второй половины XIX в. и их роль в российско-азиатской торговле» в Диссертационных советах ТГУ (Томского государственного университета).
С декабря 1990 года стала работать ассистентом кафедры истории СССР (с 1991 года — кафедры отечественной истории) Барнаульского государственного педагогического института (с 1993 года — Барнаульского государственного педагогического университета, с 2008 г.ода— Алтайской государственной педагогической академии, с декабря 2014 года — Алтайского государственного педагогического университета) и одновременно в созданной в 1990 году Лаборатории исторического краеведения, создав Центр устной истории и этнографии, руководителем которого является до настоящего времени. В 1996 году получила звание доцента, в 2008 году — звание профессора. В 2002 году стала заведующей кафедрой отечественной истории, которую возглавляет до настоящего времени. С мая 2003 по сентябрь 2012 года являлась первым проректором АлтГПУ по учебной работе. Автор более 300 публикаций.

## Общественная деятельность
Со студенческой скамьи принимает участие в краеведческом движении Алтайского края: являлась членом Алтайского отдела Российского географического общества, Алтайского отделения ВООПИИиК, являлась членом архивной коллегии Алтайского края с 1993 по 1998 г., председателем Алтайской краевой краеведческой ассоциации в 1998—2000 гг..
С 2006 г. является членом Попечительного совета Демидовского фонда, с 2007 г. членом президиума Ассоциации этнографов и антропологов. С 2015 г. — председателем созданного алтайского отделения Ассоциации антропологов и этнографов России, членом Совета Алтайского отделения Российского исторического общества.
С 2005 г. Т. К. Щеглова является Федеральным экспертом качества профессионального образования, внесена в общероссийский реестр аккредитованных экспертов и занимается вопросами развития высшего профессионального образования.
С 2013 г. Т. К. Щеглова является председателем Общественного Совета по развитию образования Алтайского края при Главном Управлении по образованию и молодёжной политики Администрации Алтайского края, членом коллегии Главного Управления по образованию и молодёжной политики Администрации Алтайского края.
С 2014 года она является членом научно-методического Совета Управления по культуре и архивному делу администрации Алтайского края. Является членом комиссии по присуждению премии Алтайского края в области науки и техники в номинациях «Разработка и применение новых методик обучения, создания высококачественных учебников и учебных пособий для образовательных учреждений края» и в номинации «Исследования исторического наследия Алтайского края и краеведения».
Эксперт регионального конкурса РГНФ.

## Преподавательская деятельность
С именем Т. К. Щегловой связаны значительные достижения в высшем образовании. Она занималась проблемами модернизации высшего педагогического и исторического образования. Под её руководством университет одним из первых в России ввел подготовку бакалавров и магистров для педагогического образования. С 2007 года она является экспертом по качеству высшего образования, регулярно участвует в проведении аккредитационных и лицензионных процедур высших учебных заведений Российской Федерации.
Профессор Т. К. Щеглова осуществляет учебный процесс на высоком теоретико-методологическом и методическом уровнях. Она читает курсы «История России XIX века», «Современные проблемы отечественной истории», «Этнология», руководит этнографической и архивной практикой. Её учебное пособие «Устная история» рекомендовано УМО по направлениям педагогического образования в качестве учебного пособия для студентов высших учебных заведений, обучающихся по направлению социально-экономическое образование.
Т. К. Щеглова вносит значительный вклад в подготовку научно-педагогических кадров высшей квалификации. Она осуществляет научное руководство основными образовательными программами аспирантуры по специальностям 07.00.02 — отечественная история и 07.00.07 — этнография, этнология и антропология. Под её руководством защищено 5 кандидатских диссертаций. Татьяна Кирилловна является членом совета по защите докторских и кандидатских диссертаций при Алтайском государственном университете. Она входит в редакционную коллегию международных рецензируемых научных журналов: Вестник Томского государственного университета (Культурология и искусствоведение), включенного в перечень ВАК и индексируемого в Web of Science; «Вестник Алтайского государственного педагогического университета», «Исторический курьер» и «История повседневности».  Ученый регулярно выступает официальным оппонентом на защитах кандидатских и докторских диссертаций в Институте археологии и этнографии Сибирского отделения Российской академии наук, Чувашском государственном университете, Мордовском государственном университете, Музее антропологии и этнографии им. Петра Великого и других учреждениях.

## Научно-исследовательская деятельность
Т.К Щеглова является автором 5 монографий, 3 учебных пособий. Всего ею опубликовано свыше 400 научных и научно-методических работ. С её именем связаны значительные достижения в области истории и этнографии Сибири и сопредельных территорий. Она обосновала и развила новое исследовательское направление — устная история в области крестьяноведения, создала собственную научную школу по этнографии и устной истории. Татьяна Кирилловна регулярно принимает участие в работе международных и российских конференций, с 1994 г. является организатором регулярной международной конференции «Этнография Алтая и сопредельных территорий», с 2001 г. организует в рамках Конгресса антропологов и этнографов России работу секции «Устная история как источник и метод этнографических исследований». Исследования Т. К. Щегловой были поддержаны 6 грантами Российского гуманитарного научного фонда. Являлась научным руководителем гранта РФФИ «Культура жизнеобеспечения русского сельского населения юга Западной Сибири в годы Великой Отечественной войны: традиции и новации».
В 1990 г. под её руководством создан учебный научно-исследовательский Центр устной истории и этнографии, который превратился в ведущий научно-методический центр сибиреведения, заложен архив устных исторических источников. Татьяна Кирилловна является специалистом в области изучения историко-культурного наследия Сибири, занимается полевыми историко-этнографическими исследованиями на территории Алтайского края, руководит научно-практическими программами «Города и села Алтайского края: историко-культурное наследие», «Народы Алтая: история и культура». Она основала серию очерков по истории и культуре сельских регионов края, используемых в реализации регионального компонента федеральных образовательных стандартов в образовательных учреждениях Алтайского края.

## Награды
За плодотворную разностороннюю учебную, научную, организаторскую и общественную деятельность Т. К. Щеглова награждена нагрудным знаком «Почетный работник высшего профессионального образования» (2008), Почетной грамотой Министерства образования и науки (2003), администрации Алтайского края (2013 г.), Управления по образованию и делам молодежи Алтайского края (2016), Управления по культуре и архивному делу Алтайского края (2010 г.), медалью Семипалатинского педагогического университета «За заслуги» и памятным знаком «20 лет независимости Республики Казахстан» (2011 г.). Т. К. Щеглова является лауреатом Алтайского края в области науки и техники (2012 г.).

## Основные публикации
- Культура и быт русского сельского населения юга Западной Сибири в 1930—1950-х гг.: жилище, пища, одежда, семейные и трудовые традиции: монография/ Т. К. Щеглова. — Барнаул, АлтГПУ, 2018.
- Деревня и крестьянство Алтайского края в XX веке. Устная история: монография / Т. К. Щеглова. — Барнаул: БГПУ, 2008. — 527 с.
- Ярмарки Западной Сибири и степных областей во второй половине XIX века: из истории российско-азиатской торговли / Т. К. Щеглова[отв. ред. М. А. Демин]. — Барнаул: Изд-во БГПУ, 2002. — 234 с.
- Ярмарки юга Зпадной Сибири в конце XIX — начале XX века. Из истории формирования и развития всероссийского рынка / Т. К. Щеглова; Алтайский государственный университет. — Барнаул, 2001 г. — с. 501.
- Этнография русского крестьянства юга Западной Сибири в XX столетии: культура жизнеобеспечения в годы Великой Отечественной войны. Научные и методические материалы / Т. К. Щеглова. — Барнаул: ООО «АЗБУКА», 2015. — 132 с.
- Устная история: учебное пособие. Барнаул, АлтГПА, 2011. — 364 с.
- Щеглова Т. К. Методика сбора устных исторических источников: метод. пособие. Вып. 2. — Изд. 3-е испр. — Барнаул: Изд-во БГПУ, 2006. — 22 с. (1-е, Барнаул, 1991, 2-е, Москва, 1993)sbor-ist1.pdf.
- Историческое и культурное наследие Алтайской деревни: Материалы для полевых исследований по этнографии и устной истории: метод. пособие / науч. ред. Т. К. Щеглова. — Барнаул: БГПУ, 2006. — 108 с. — (Этнография и устная история Алтайского края)met_ist1.pdf.
- Этнография русского крестьянства юга Западной Сибири в XX столетии: культура жизнеобеспечения в годы Великой Отечественной войны. Научные и методические материалы / Т. К. Щеглова. — Барнаул: ООО «АЗБУКА», 2015. — 132 с.
- Этнография Алтайского края: (научно-методические материалы) / Барнаульский государственный педагогический университет, Лаборатория исторического краеведения, Алтайский краевой институт повышения квалификации работников образования; [редкол.: Т. К. Щеглова (отв. ред.), М. А. Демин, Т. М. Степанская]. — Барнаул, 1994. — 152 с.: ил. — Библиогр.: с. 149.
- Этнография Алтая: (материалы II научно-практической конференции) / Барнаульский государственный педагогический университет, Алтайский краевой институт повышения квалификации работников образования; [редкол.: Т. К. Щеглова (отв. ред.) и др.]. — Барнаул, 1996. — 239 с.: ил. — Библиогр. в примеч.
- Нижнее Причумышье: очерки истории и культуры: материалы краевой научно-практической и методической конференции / Администрация Тальменского района, Научно-производственный центр по сохранению историко-культурного наследия Комитета администрации края по культуре и туризму, Лаборатория исторического краеведения Барнаульского государственного педагогического университета; [науч. ред.: Т. М. Степанская, Т. К. Щеглова (гл. ред.); отв. за вып. Л. А. Блудова]. — Тальменка; Барнаул: Наследие, 1997. — 280 с.: ил.,10 л. фотоил. — Библиогр. в конце ст.
- В предгорьях Алтая: очерки истории и культуры / [науч. ред. Т. К. Щеглова; отв. за вып. П. А. Тырышкин]. — Барнаул; Алтайское: НПЦ «Наследие», 1998. — 387 с.: ил. — Библиогр. в конце ст.
- Этнография Алтая и сопредельных территорий: [материалы III научнопрактической конференции] / Алтайская краевая национально-культурная автономия российских немцев, Барнаульский государственный педагогический университет, Лаборатория исторического краеведения, Алтайский краевой краеведческий музей; [отв. ред.: М. А. Демин, Т. К. Щеглова]. — Барнаул: Издво БГПУ, 1998. — 263 с.: ил. — Библиогр. в подстроч. примеч.
- Нижнее Причарышье: очерки истории и культуры: [VII] Ползуновские чтения: [сборник материалов] / Администрация Усть-Пристанского района, Барнаульский государственный педагогический университет, Лаборатория исторического краеведения, Научно-производственный центр по сохранению историко-культурного наследия комитета администрации Алтайского края по культуре и туризму; [науч. ред. Т. К. Щеглова]. — Барнаул; Усть-Пристань, 1999. — 135 с.: ил. — Библиогр.: с. 29 и в конце отдельных статей.
- Павловский район: очерки истории и культуры / Барнаульский государственный педагогический университет, Исторический факультет, Лаборатория исторического краеведения, Администрация Павловского района Алтайского края; [науч. ред. Т. К. Щеглова]. — Барнаул; Павловск: Изд-во БГПУ, 2000. — 331 с.: ил. 10.
- Нижнее Причумышье: история и судьбы / [отв. ред.: Г. А. Кубрина, Т. К. Щеглова]. — Барнаул, 2001. — 320 с.: ил.
- Этнография Алтая и сопредельных территорий: [материалы IV научнопрактической конференции] / Барнаульский государственный педагогический университет, Лаборатория исторического краеведения, Российская академия наук, Сибирское отделение, Институт археологии и этнографии; [отв. ред Т. К. Щеглова]. — Барнаул Изд-во БГПУ, 2001. — Вып. 4. — 333 с.: ил. — Библиогр. в подстроч. примеч. Вып. 5 (2003); Вып. 6 (2005); Вып. 7 (2008; вып.)
- Залесовское Причумышье: очерки истории и культуры / Барнаульский государственный педагогический университет, Лаборатория исторического краеведения [и др.; сост., науч. ред. Т. К. Щеглова; отв. за вып.: Н. З. Бакулина и др.]. — Барнаул: Изд-во БГПУ, 2004. — 531 с.: ил., карт. — Библиогр. в тексте.
- Солонешенский район: очерки истории и культуры: сборник научнопрактических материалов / Барнаульский государственный педагогический университет, Лаборатория исторического краеведения; [науч. ред. Т. К. Щеглова; отв. за вып. С. А. Фурсова]. — Барнаул: Изд-во БГПУ, 2004. — 530 с.: ил., 6 л. цв. ил. — Библиогр. в подстроч. примеч. 20.
- Бийский район: история и современность: [сборник: в 2 т. / Барнаульский государственный педагогический университет, Управление архивного дела администрации Алтайского края, Администрация Бийского района Алтайского края; [отв. ред. Т. К. Щеглова]. — Барнаул: Изд-во БГПУ, 2005. — 2 т. 21.
- История Алтайского края. XVIII—XX вв.: научные и документальные материалы / Барнаульский государственный педагогический университет, Кафедра отечественной истории; [редкол.: Т. К. Щеглова (отв. ред.), А. В. Контев]. — Барнаул: Изд-во БГПУ, 2005. — 428 с.: ил., карт. — Библиогр. в конце ст. 22.
- Полевые исследования в Верхнем Приобье и на Алтае, 2004 г., 2005 г., 2006 г., 2007 г., 2008 г., 2009 г., 2010 г., 2011 г., 2012 г., 2013 г., 2014 г., 2015 г., 2016 г., 2017 г., 2018 г., (археология, этнография, устная история): материалы региональной научно-практической конференции; [редкол.: М. А. Демин, Т. К. Щеглова, А. Н. Телегин]. — Барнаул, 2005, 2006, 2007, 2008, 2009, 2010, 2011, 2012, 2013, 2014, 2015, 2016, 2017, 2018.
- Алтайский благодатный край: [сборник / Алтайский край, Управление по культуре и др.; гл. ред. и сост. А. М. Тарунов; ред. совет вып.: А. И. Ломакин (пред.) и др.]. — Москва: НИИЦентр, 2007. — 543 с.: ил.
- Устная история (Oral History): теория и практика: материалы всероссийского научного семинара (Барнаул, 25-26 сентября 2006 г.) / Барнаульский государственный педагогический университет, Лаборатория исторического краеведения [и др.; сост. и науч. ред. Т. К. Щеглова]. — Барнаул: БГПУ, 2007. — 372 с. — Библиогр. в конце ст.
- Этнокультурные взаимодействия в Евразии: пространственные и исторические конфигурации: материалы Международной научной конференции (25-27 ноября 2012 г.) / Алтайская государственная педагогическая академия; [отв. ред.: Т. К. Щеглова, Г. Ф. Габдрахманова]. — Барнаул: АлтГПА, 2012. — 261 с.: ил. — Библиогр. в подстроч. примеч.
- Устная история: жизненные стратегии и повседневные практики сельского населения юга Западной Сибири в годы Великой Отечественной войны [Электронный ресурс]: сборник научных статей и источников / Алтайский государственный педагогический университет; отв. ред. Т. К. Щеглова; [авт.-сост. А. С. Кузнецов и др.]. — Электрон. дан. — Барнаул: АлтГПУ, 2016. — 280 с. — URL: https://www.altspu.ru/engine/download.php?id=24521, свободный. — Загл. с экрана (дата обращения 28.03.2018).
- Устная история в современной исследовательской практике на постсоветском пространстве: сборник научных статей / Алтайский государственный педагогический университет; отв. ред. Т. К. Щеглова. — Барнаул: Алтайский государственный педагогический университет, 2017. — 238 с.